# Sebastián Fernández
Sebastián Fernández est un footballeur international uruguayen né le 23 mai 1985 à Montevideo. Il évolue au poste d'attaquant au Danubio FC.

## Biographie

### En club

#### Ses débuts au Miramar Misiones
Sebastián Fernández est formé au Carrasco Lawn Tennis Club, filiale de la Liga Universitaria de Deportes de Uruguay, et où il côtoie Diego Forlán. Il commence sa carrière professionnelle au Club Sportivo Miramar Misiones, sur les conseils de Juan Diego Tchadkijian. Dans ce club basé à Montevideo, sa ville natale, il joue quatorze matchs lors de sa première saison, puis explose son compteur l'année suivante, après avoir joué quarante-six rencontres de première division. C'est donc logiquement qu'il est appelé en équipe nationale. Le 24 mai 2006, il joue son premier match contre la Roumanie.
Après un bon début de troisième saison, Fernández est approché par plusieurs clubs du championnat.

#### Les premiers titres avec le Defensor
À la mi-saison, il choisit de rester dans la capitale, et de rejoindre le Defensor Sporting Club. En une saison et demie, Sebastián Fernández joue plus d'une trentaine de matchs, et remporte le premier titre de sa carrière : le tournoi d'ouverture  du championnat national. Lors de la phase finale de fin de saison, son équipe bat le Club Atlético Peñarol en demi-finale, et est déclarée championne d'Uruguay, étant la meilleure au classement total et ne pouvant donc pas jouer contre elle-même.

#### Prend une dimension continentale à Banfield
En 2008, il est transféré pour un peu plus d'un million d'euros au Club Atlético Banfield, club argentin. Dès la première saison, il s'impose à la tête de l'attaque d'El Taladro. En 2009, Seba devient un joueur clé de l'équipe, disputant seize des dix-neuf matchs du tournoi d'ouverture, et pousse Banfield vers le premier titre de son histoire, qu'il célèbre le 13 décembre 2009. Le 10 février 2010, Fernández joue sa première rencontre de Copa Libertadores, contre le Monarcas Morelia. Une semaine plus tard, l'Uruguayen y marque ses premiers buts, face au Deportivo Cuenca. Toujours autant utilisé, il marque seulement trois fois dans chaque compétition, étant loin derrière son coéquipier Santiago Silva au classement des buteurs.

### En sélection
Sebastian Fernandez commença sa carrière internationale avec l'Uruguay le 24 mai 2006 lors d'un match amical contre la Roumanie pour une victoire 2-0. 
Il fait partie des 23 joueurs uruguayens sélectionnés pour participer à la Coupe du monde 2010, les uruguayens perdront en demi-finales contre les Pays-Bas sur le score de 3-2.

## Palmarès
- Champion d'Uruguay : 2007 (Apertura), 2008
- Champion d'Argentine : 2009 (Apertura)